# Aurivillius fusca
Aurivillius fusca är en fjärilsart som beskrevs av Rothschild 1895. Aurivillius fusca ingår i släktet Aurivillius och familjen påfågelsspinnare. Inga underarter finns listade i Catalogue of Life.